# Дуијамен (Вербано-Кузио-Осола)
Дуијамен је насеље у Италији у округу Вербано-Кузио-Осола, региону Пијемонт.
Према процени из 2011. у насељу је живело 11 становника. Насеље се налази на надморској висини од 499 м.